# Carlos Cillóniz
Carlos Cillóniz Oberti (Ica, 1er juillet 1910 – Lima, 24 octobre 1972) était un footballeur péruvien.

## Biographie
Carlos Cillóniz joue en attaque dans l'un des meilleurs clubs péruviens, l'Universitario de Deportes (appelé à l'époque Federación Universitaria), où il remporte le championnat du Pérou en 1929 tout en étant sacré meilleur buteur du tournoi (huit buts marqués).
Cela lui vaut d'être sélectionné en équipe du Pérou par l'entraîneur espagnol Francisco Bru afin de participer à la Coupe du monde 1930 en Uruguay. Son pays tombe dans le groupe C avec la Roumanie et le futur vainqueur et hôte, l'Uruguay, bien qu'il ne dispute aucun des deux matchs de sa sélection au cours de ce mondial.
Ingénieur de profession, Cillóniz devient président de l'Universitario de Deportes entre 1950 et 1954.

## Palmarès
Universitario de Deportes
- Championnat du Pérou (1) :
  - Champion : 1929.
  - Meilleur buteur : 1929 (8 buts).